# Dhoni

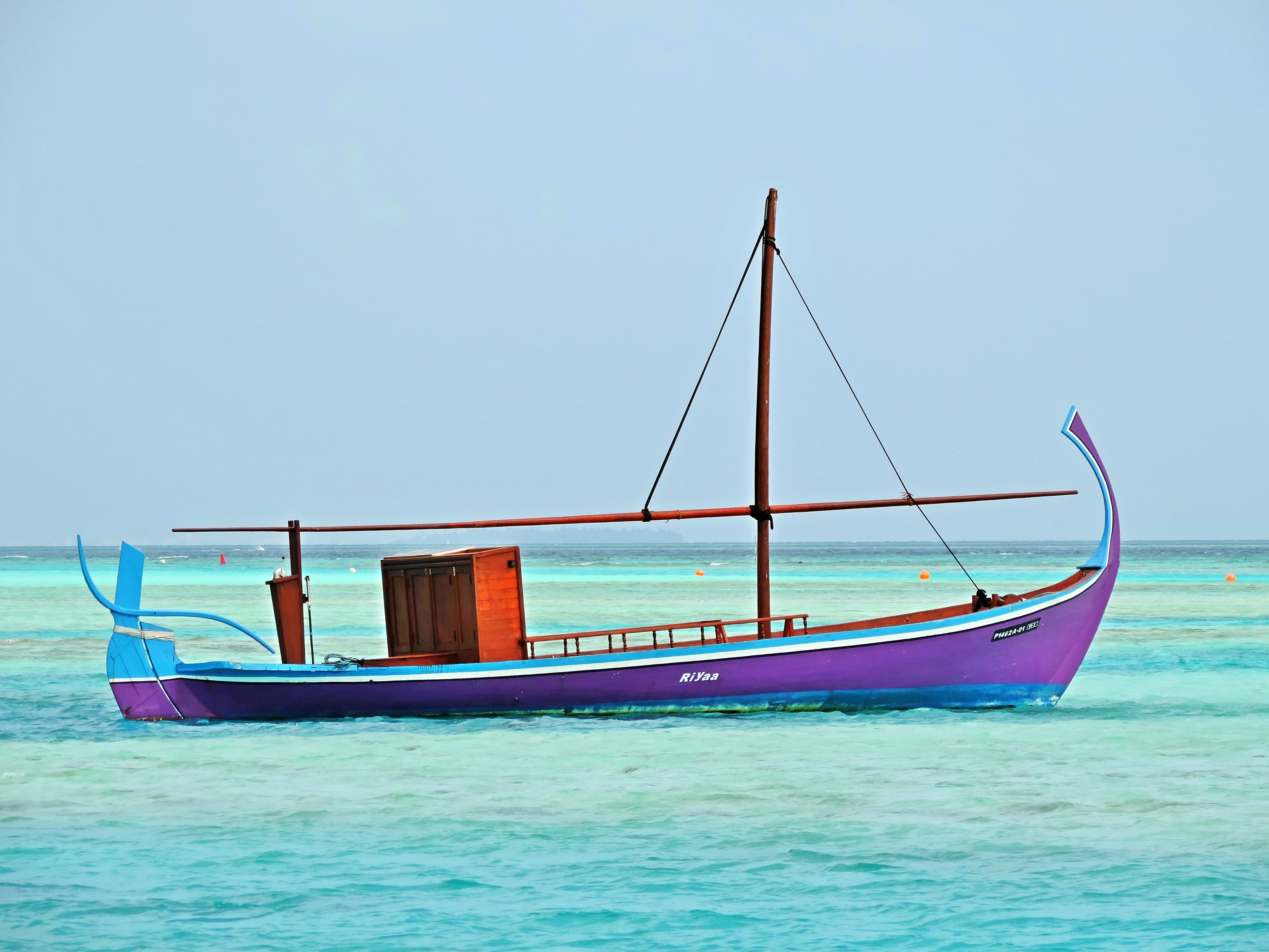

Il Dhoni (dhivehi: ދޯނި Dōni) è un'imbarcazione multiuso con o senza vela latina tipica delle isole Maldive e di Sri Lanka.
Di forma alquanto svasata, simile a quella di un drakkar, il dhoni misura tra i 6 e i 12 metri di lunghezza e può trasportare da 4 a 8 persone. Costruita artigianalmente partendo da tronchi di palma da cocco, il suo aspetto ricorda quello del Dhow, antica nave a vela della tradizione araba.
Importantissimo mezzo di trasporto per le popolazioni isolane, il dhoni ha rivestito sempre un ruolo centrale anche come nave da pesca, prima a vela e in tempi più recenti a motore.